# Aristolochia baseri
Aristolochia baseri är en piprankeväxtart som beskrevs av H. Malyer & S. Erken. Aristolochia baseri ingår i släktet piprankor, och familjen piprankeväxter. Inga underarter finns listade i Catalogue of Life.